# Orange (通信会社)
Orange S.A.（オランジュまたはオレンジ、Euronext: ORA , NYSE: ORAN, BIT: ORA）は、フランスの主要電気通信事業者の一つ。旧称はフランス・テレコムS.A. (France Télécom S.A.)。世界中で16万6000人の従業員と2億3200万人の利用者を抱える。
現在の社名は、フランス・テレコム時代の2000年に買収したイギリスの携帯電話会社「オレンジ」(Orange) に由来する。買収後に自社の携帯電話事業のブランド名として使用していた「Orange」を、2006年よりグループ全体の統一ブランドとし、2013年7月1日に社名も改称した。
社名は、フランス語読みでは「オランジュ」と発音するが、日本や韓国など一部のフランス国外拠点では英語読みの「オレンジ」と表記される。

## 現在の企業形態
主に以下の3種のサービスを提供している。
- 携帯電話事業
- 固定電話・インターネット事業
- 放送事業（インターネットテレビ）

また、子会社では主に以下のサービスを提供している。
- 企業向けサービス
- 海底ケーブル敷設

### 携帯電話事業
主に第2世代 (GSM)、第3世代（UMTS・W-CDMA）、第4世代 (LTE) による携帯電話事業を行っている。Appleから、フランス国内におけるiPhoneの独占キャリアとして選ばれたこともある。

### 固定電話事業
以前からの電話回線と ADSL サービスにより、以下のような商品展開を行う。
- 固定電話通話
- ブロードバンドまたはナローバンドによるインターネット接続
- IP電話による通話
- テレビ電話

### コンテンツ配信事業
Orange Cinema および Orange Sport のサービス名で、ADSL 回線を利用したビデオ・オン・デマンドサービスを提供している。

### 企業向けサービス
子会社 Orange Business Services で、事業者向けに以下のサービスを提供している。
- クラウドコンピューティング
- ユニファイド・コミュニケーション

### 統計
2005年には20万3000人の社員を雇用し、売上高490億ユーロ、うち事業所得が113億ユーロ (23%)、純利益は57億ユーロ、一株あたりにして2.28ユーロであった。ユーロネクスト・パリとニューヨーク証券取引所、イタリア証券取引所に上場している。企業の借入額は478億円で、これは総利益額の2.48倍にあたる。
顧客数は、携帯電話が1億7200万、ブロードバンドインターネット接続が1500万である。
社員数は、2005年終わりのアメナ買収前には、60%がフランス、16%はポーランド、12%はイギリス、2%がスペインであった。

## 沿革

### 国営通信事業
電信、そして電話の発明に伴い、1878年にフランス政府が郵政電信省 (Ministère des Postes et Télégraphes, P&T) を開設、まもなく1898年には電話網を吸収合併・国営化し、1900年には郵政電信電話事務局 (l'Association Générale des agents des P.T.T.) が設置された。1923年になって、郵政電信省のロゴP&Tに電話を表す二つ目のTが加わり、郵政電信電話省 (PTT) となった。
1941年に郵政電信電話省の内部に電信電話総局 (Direction Générale des Télécommunications) が開設され、1944年には、フランス国内での電信電話産業を推進する機関として、国立電信電話研究センター（Centre national d'études des télécommunications, CNET, その後 France Télécom R&D を経て現在は Orange Labs）が誕生した。
1970年代にフランスは Delta LP 計画の通信網整備により、数か国に後れを取っていた分を挽回した。これよって、CNETの技術者・研究者は、フランスの産業界の協力により、デジタル通信、ミニテル、GSM 規格を整備することとなった。

### 企業としてのフランス・テレコムの誕生
欧州連合 (EU) の公共サービスの競争化の方針に従い、電信電話総局は1988年1月1日よりフランス・テレコムとなった。
1990年7月2日の法令により、フランス・テレコムは政府と分離した法人となり、マルセル・ルレ (Marcel Roulet) が初代社長に就任した。財政的にも政府とは分離したが、これ以前は、国民議会の議決を必要とするPTT補足予算の一部として予算が計上されていた。
1995年9月、ミシェル・ボン (Michel Bon) がフランス・テレコム・グループのトップに立った。
1998年1月1日の自由競争化に備え、1996年7月に成立した法律により、フランス政府が唯一の株主である株式会社となった。

### 急成長期
1997年の最初の株式公開は、インターネットブームにも乗って市場に好感を持たれ、大成功であった。第2回の株式公開は1998年に行われた。ボーダフォンなどの競争相手が仕掛けた国際化競争などでは出遅れたため、この時期急成長を見せたインターネット事業から最大限に利益を引き出すように焦点を絞った戦略をとった。これは結果的にドイツテレコムとの同盟関係を決裂させ、ドイツテレコムはテレコム・イタリアと協定を結ぶ協議に入ると宣言した。
1999年、イギリスの携帯電話事業者だった Orange plc がドイツのマンネスマンに買収され、これに反応したボーダフォンが翌2000年にマンネスマンに対し敵対的買収を仕掛けたが、携帯電話事業の免許を二重に保有することがEU規則に反することから、ボーダフォンは Orange plc を切り離すことになった。同年、フランス・テレコムは Orange plc を39億7000ユーロでボーダフォンから買い取り、Orange S.A. として子会社化した。翌2001年には、自社の携帯電話事業 Itinéris, OLA, Mobicarte を Orange S.A. に統合した。フランス・テレコムはまた、世界中で企業買収を行って、規模としては世界で4番目の通信事業者となった。

### 暗黒時代
2002年10月2日、当時世界第2の負債を抱えていたフランス・テレコムの建て直しのため、ティエリー・ブルトンが社長・総支配人に任命された。ブルトンは銀行と投資家による150億ユーロの負債償還、当時最大株主であったフランス政府から150億ユーロの増資、そして組織内改革により150億ユーロの内部資金調達の再建計画を行ったが、2005年2月、入閣のためにフランス・テレコムを辞職した。
2004年9月に、フランス政府は手持ちのフランス・テレコム株の一部を売却して株保有率を50%未満とし、フランス・テレコムは一般私企業となった。国営化後115年を経て、電話事業は再び私営化された。
2005年7月27日、スペイン市場の24%を占める携帯電話事業者・アメナ (Amena) の株の80%を、64億ユーロ（うち30億ユーロは増資による）で取得したと発表。さらに、利用者が必要とする全ての通信手段を一括して提供する「NExT」計画の展開を発表。
Dataxis 社の調査によれば、2005年時点でフランス・テレコムは中国電信に次ぎ、アメリカの SBC コミュニケーションズを抑えて世界第2位、ヨーロッパでは第1位のインターネット事業者であった。
2006年6月1日より、それまで携帯電話事業で使用していたブランド名「Orange」を、全ての事業分野における統一ブランドとした。ロゴは丸みを帯びて、色と書体が変更された。2012年5月に開催された年次株主総会にて、「フランス・テレコム」の社名を「Orange」へ変更することが承認され、2013年7月1日に変更が実施された。
2007年 - 2010年頃には、2万2000人の削減を目指す大規模なリストラが行われ、従業員の自殺が相次いだ。2019年には、ディディエ・ロンバール元最高経営責任者ら当時の経営陣が、従業員の不安をあおって自殺や自殺未遂に追い込んだとして禁錮刑と罰金刑を言い渡された。

## 大株主
2013年7月24日時点での Orange の株の配分は以下の通り。
- フォン・ストラテジック・ダンヴェスティスマン（Fonds stratégique d'investissement, 「投資戦略ファンド」の意）：13.5%
- フランス政府：13.45%
- 従業員：4.81%
- Orange 本体：0.58%

## 共同事業
2010年にドイツテレコムと合弁 (50:50) で EE を設立し、ドイツテレコムの子会社であるT-モバイルと、当時フランス・テレコムの携帯電話事業子会社だった Orange 両社のイギリス国内事業を移管した。フランス・テレコム本体が Orange になった後の2016年、ドイツテレコムとともに EE を BTグループに売却した。